# IndieCade
IndieCade – amerykański festiwal komputerowych gier niezależnych organizowany od 2005 do 2009 roku w Bellevue, a po 2009 Culver City. Festiwal jest znany jako  odpowiednik w świecie gier komputerowych festiwalu w Sundance. Producenci promujący swoje gry na festiwalu są wybierani na drodze konkursu.